# Rimski most (Chaves)

Rimski most v Chavesu, znan tudi kot Trajanov most, je antični most, ki se nahaja na severu Portugalske v mestu z istim imenom. Most, ki je v razmeroma dobrem stanju, povezuje dve najpomembnejši župniji v mestu. Most je dolg 140 metrov, visok in ima 12 vidnih lokov. Mostnih lokov je še več in segajo v Minho v Ourense. Ta primer rimske arhitekture je še danes gradbena mojstrovina.
Dva izmed stebrov prvotnega mostu, je postavil cesar Trajan in še vedno stojita. Sta robustna valjasta stebra s podrobnostmi časti, ki jih je cesar podelil lokalnim guvernerjem ali generalom berljivim na njih. Bila sta tudi miljnika, ki sta označevala razdalje do pomembnih naselij Astorga v španskem Leónu in Bracara Augusta, Braga, na Portugalskem
Stebra vsebujeta naslednje napise:
- Imp(eratori) Caes(ari) Ve[sp(asiano) Aug(usto) pont(ifici)] / max(imo) trib(unicia) pot(estate) [X imp(eratori) XX p(atri) p(atriae) co(n)s(uli) IX] / Imp(eratori) Vesp(asiano) Caes(ari) Au[g(usti) f(ilio) pont(ifici) trib(unicia) pot(estate)] / VIII imp(eratori) XIIII co(n)[s(uli) VII?] / [[[Imp(eratori)? Domitiano? Caes(ari)? Aug(usti)? f(ilio)? ---]]] / [[[------]]] / G(aio) Calpetano Ra[ntio Quirinali] / Val(erio) Festo leg(ato) A[ug(usti) pr(o) pr(aetore)] / D(ecimo) Cornelio Ma[eciano leg(ato) Aug(usti)] / L(ucio) Arruntio Max[imo proc(uratori) Aug(usti)] / leg(ionis) VII gem(inae) [fel(icis)] / civitates [X] / Aquiflavien[ses Aobrigenses] / Bibali Coel[erni Equaesi] / Interamic[i Limici Aebisoci?]/ Quarque[r]ni Ta[magani][1]
- Imp(eratore) Caes(are) Nerva / Traiano Aug(usto) Germ(anico) / Dacico pont(ifice) max(imo) / trib(unicia) pot(estate) co(n)s(ule) V p(atre) p(atriae) / Aquiflavienses pontem lapideum / de suo f(aciendum) c(uraverunt)[2]

Most ima status ‘'Monumento Nacional in je spomeniško zaščiten.

## Zgodovina in konstrukcija
Zgrajen je bil med koncem prvega stoletja in na začetku drugega stoletja. Malo je znanega o točnem datumi začetka in zaključka gradnje. Vendar pa je znano, da sužnji iz regionalnih ljudstev delali na mostu. O tem govori napis na enem od dveh stebrov v sredini mostu. Ta stebra nista bili tu od začetka. Eden od njih omenja gradnjo mostu, ki se nanašajo na vladavino cesarja Trajana; drugi je bil vzet iz rimske ceste, ki pelje do mostu. Pred gradnjo mostu je bil prehod ceste postavljen v strugo, kar je dovoljevalo prečkanje pri nizkem vodostaju oziroma poleti.
Da bi lahko prečkali reko v vsakem letnem času, je bil most pomemben dejavnik razvoja  mesta, potreben in koristen pa je bil tudi za Pax Romana: tu so izviri tople vode, ki jih je obiskalo veliko ljudi. V tej regiji so bili rudniki z žlahtnimi kovinami, ki so jih potrebovali v Rimu; čez most je vodila pomembna rimska cesta Braga - Astorga, z veliko prometa; in ne nazadnje, tukaj je bila številna dislocirana enota legionarjev rimske vojske.
Most je utrpel številne spremembe, obnove in rekonstrukcije. Utrjeni stolp, ki je bil zgrajen na vhodu je že zdavnaj porušen, kamniti deli so nadomeščeni z železom. Razpon se je razširil, dodana je bila pešpot. Tla, prvotno iz velikih granitnih blokov, sedaj pokrivajo tlakovci.

## Most danes
Vzdolž severnega, desnega brega je bil urejen park, kjer je kamp, južno od mostu je bil zgrajen majhen jez za regulacijo vodostaja. Čistilna naprava je končno preusmerila mestne odplake iz reke, vrnile so se tudi ribe.
Na južni strani mostu je urejen občinski vrt s podijumom, kjer se odvija letni sejem obrti in občasni sejmi ali glasbene predstavitve. Tu je majhno igrišče in glasbeni paviljon v sredini, ki se redko uporablja. Obstaja projekt za povezavo parka z drugo stranjo reke z izgradnjo brvi, vendar je doslej samo na papirju. Zemljišče za vrt je podaril eden najbogatejših avtohtonih sinov Chavesa, Cândido Pinto Souto Maior, čigar hiša še vedno stoji na vogalu nasproti parka. Souto Maior je bil bankir, ki je postal zelo bogat v Braziliji in je bil nekoč lastnik večine okoliškega zemljišča v Madalena. Njegov kip je mogoče videti na trgu v parku.